# Fairhall River
Der Fairhall River ist ein Fluss im Norden der Südinsel Neuseelands.
Er entspringt östlich des Wards Peak und fließt in nordnordöstlicher Richtung, bis er westlich von Blenheim und östlich von Renwick in den Ōpaoa River mündet. Kurz zuvor wird er vom New Zealand State Highway 6 überbrückt, der Renwick und Blenheim verbindet.